# Catoblemma umbrifera
Catoblemma umbrifera là một loài bướm đêm trong họ Erebidae.